# Automeris metzli
Automeris metzli là một loài bướm đêm thuộc họ Saturniidae. Nó được tìm thấy ở México tới Venezuela, Colombia và Ecuador.

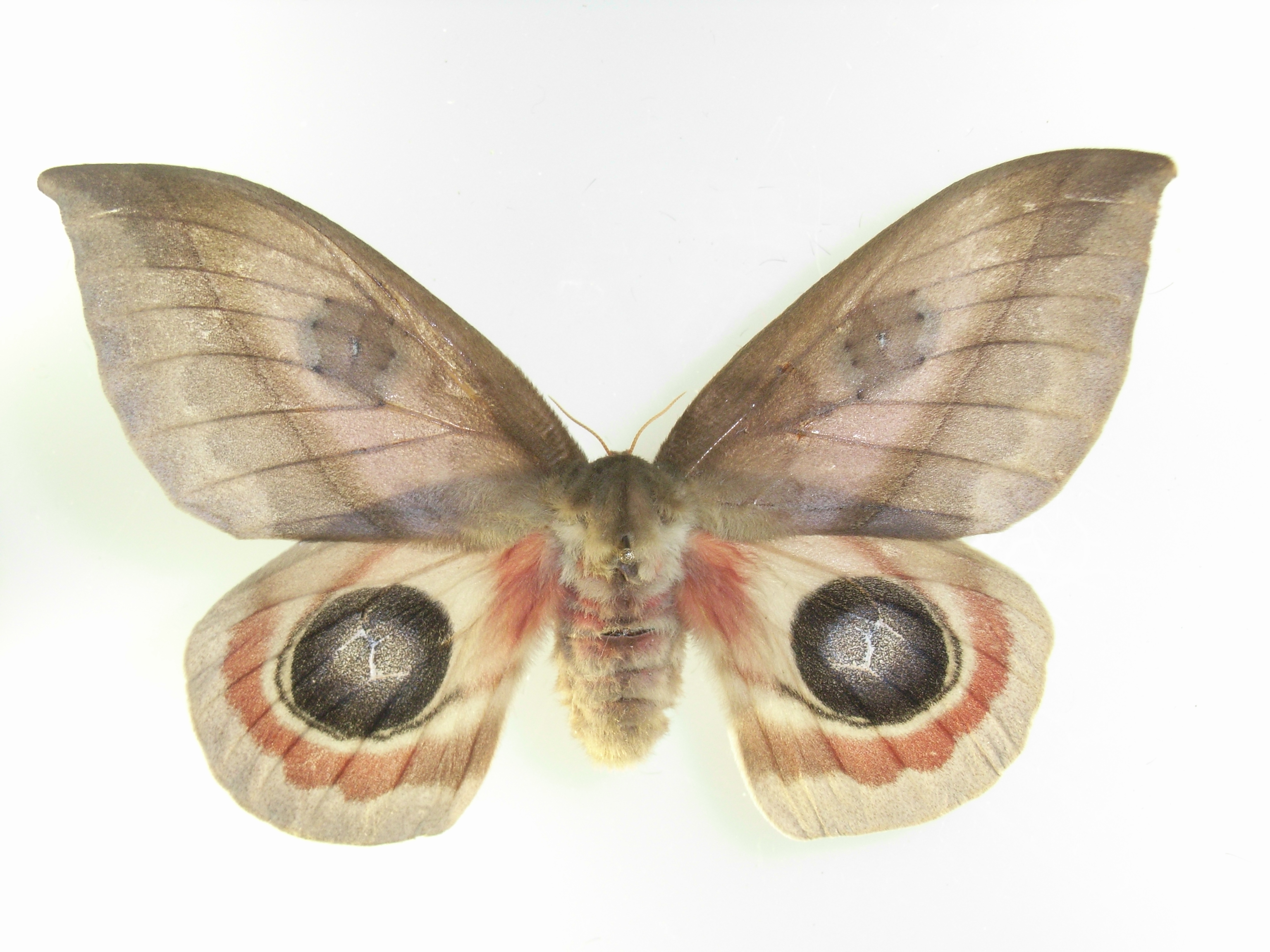

Ấu trùng ăn các loài Quercus.